# 奧林巴斯PEN系列

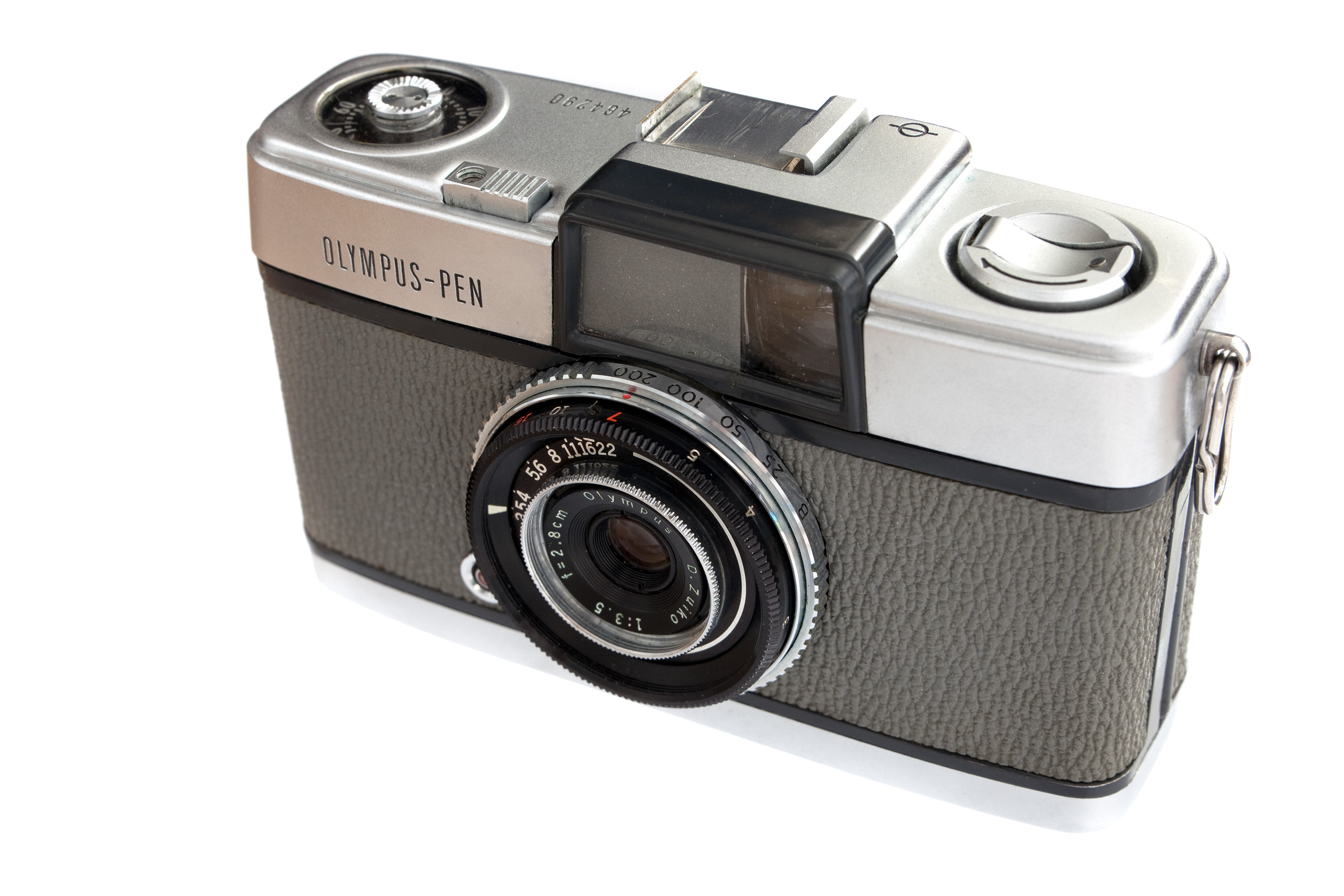
第一款奥林巴斯Pen相机, 于1959年推出

PEN系列是由奥林巴斯公司于1959年开始推出的半幅相机胶片相机系列产品，一直持续生产到80年代早期。其中，奥林巴斯PEN F系列属于半幅可换镜头单反相机，其他则为固定镜头的旁轴相机。
这类机型小巧便携，最大特点是135胶片的标准卷为36张，而使用这类机型可以拍摄72张。PEN系列相机也引起了60～70年代日本的半格机热潮，理光、佳能等相机制造商都有制造过半格机型。
自2009年开始，奥林巴斯推出了奥林巴斯PEN数码系列的可换镜头数码相机，属于微4/3系统（Micro Four Thirds）。该系列产品外形设计类似二十世纪的PEN产品，紧凑小巧，同时内建传感器防抖。除了初代的E-P1以外，皆可通过热靴与AP2接口支持外接电子取景器。

## 概述
米谷美久于1959年推出了PEN的原初机型，这是由日本制造的第一台半幅相机。PEN是众多使用135胶卷的机型中的最小的之一。如一支钢笔(PEN)一样便于携带，也因此而得名。而在PEN这类半幅相机诞生后，也引起诸多日本相机制造商效仿，推出了自己的半幅相机产品，一度使得60年代有一股半幅相机热潮。
PEN机型随后也迎来了诸多变种机型，一些带上了自动测光功能，如 PEN EE ；而一些则配置了带有更大光圈的镜头，如 PEN D。
1966年，诞生了禄来35，同样小巧，但是使用了全画幅的胶片面积，也宣告了这个半幅热潮终结的开端。奥林巴斯则继续保持生产PEN系列产品到1983年。之后，奥林巴斯也推出了同样小巧但为135规格的奥林巴斯XA系列相机产品。
需要注意的是，虽然同样适用135胶卷，但是半幅相机的实际视角有一定缺失，实际的焦距折算系数在1.4～1.5，如PEN上30mm的镜头大约相当于全幅机型45mm的视角。

## 机型

### 固定镜头胶片机型

#### PEN 与 PEN S
初代的PEN于1959年推出，带有取景器，但没有测距机构和完整的手动功能。具备 28mm F3.5 Zuiko 镜头。快门速度档位具备25、50、100、200与B门，光圈值范围从3.5到22。在装卸胶片的时候，后背需要整体卸下。
PEN S 则几乎是相同的机器，但具备更多的快门档位：8、15、30、60、125、250与B门。镜头配置存在两个版本：30mm F2.8 及 28mm F3.5。

#### D系列
- PEN D 是定位较高的机型，初代诞生于1962年。具备 32mm F1.9 镜头，最高快门速度达 1/500s，且具备一个不联动的硒测光表。

- PEN D2，于1964年推出，仅测光表升级为CdS。

- PEN D3，于1965年推出，较前代而言，镜头替换为 32mm F1.7规格。

#### EE系列
- PEN EE 是1961年诞生的，定位业余爱好者的机型。初代产品即有着自动曝光功能，具备28mm F3.5镜头，固定焦点，是一台真正的“PS相机”（Point&Shoot）。

- PEN EE.S 则于1962年发布，镜头替换为 30mm F2.8 规格，且配置了对焦环。

- PEN EE.2 在1968～1977年之间生产，可以视作加装了热靴接口的 PEN EE。

- PEN EE.3 的生产于1973年到1983年间进行，主要是在配合原装的GN14闪光灯的系统性上有提升。

- PEN EE.S2 则是作为 PEN EE.S 的带热靴版本存在，在1968～1971年间保持生产。

- PEN EE.D 于1967到1972年间生产，是一个较贵的自动曝光版本，使用CdS测光计，带有一枚 32mm F1.7 镜头。

- PEN EF 在1981年发布，是PEN系列最后一款机型，基本规格类似之前的 PEN EE.2 和 PEN EE.3 ，内置了一个小型闪光灯。为了追求小型化，开始使用塑料部件，全机重量280g。仅存在黑底白字外观版本。

此外，PEN EE系的相机非常好认，其围绕镜头周边排布的硒测光表具有相当的识别度。

#### PEN Wide
- PEN W，或PEN Wide是 PEN S 的较少见的变种，具备一枚广角的 25mm F2.8 镜头，约等效于全画幅的35mm。

仅存在黑色版本，且具备一枚冷靴接口。仅在1964年和1965年生产，现在在收藏者市场中有较高价格。

#### PEN Rapid
PEN Rapid是配合 Agfa Rapid规格的胶片的变种PEN机型。在1965～1966年间生产，市场反响较小。

### PEN F 可换镜头半格单反
PEN F 是半格的可换镜头单反相机。F系单反半格机的生产从1963年持续到1970年，有PEN F、PEN FT和PEN FV共3款机身以及18款对应的奥林巴斯Zuiko镜头。
较为特别的是，其使用旋转式快门(Rotary shutter)设计。

### Digital PEN
自2009年开始，以E-P1机型推出为代表，宣告了数码化的PEN系列诞生。其机型属于微4/3系统，分类上归于可换镜头数码无反相机。机身延续了胶片时期PEN系列半格机的设计风格。